# 요기 베어 (2010년 영화)
《요기 베어》(Yogi Bear)는 2010년 공개된 미국의 애니메이션 영화이다.
개봉 당시, 이 영화는 각본, 유머, 독창성 부족으로 인해 비평가와 관객으로부터 대체로 부정적인 평가를 받았지만, 그들은 시각적 효과, 특히 팀버레이크의 보컬 공연, 원작에 대한 충실함을 칭찬했다. 부정적인 평가에도 불구하고, 이 영화는 흥행에 성공하여 8,000만 달러의 제작비에 비해 전 세계적으로 2억 달러의 수익을 올렸다.

## 줄거리
요기 베어와 부부 곰은 젤리 스톤 공원에서 캠핑객들의 피크닉 바구니를 훔치며 살아가고, 공원 관리인 스미스는 요기가 일반 곰처럼 행동하지 않는 것에 항상 불만을 품는다. 한편, 프랭클린 시의 시장 브라운은 과도한 지출로 인해 도시가 파산 위기에 처하자, 젤리 스톤 공원을 폐쇄하고 벌목을 허가하여 돈을 마련하려 한다. 스미스와 동료 존스, 그리고 다큐멘터리 영화 제작자 레이첼은 공원을 지키기 위해 100주년 축제를 열어 시즌권을 판매하려 한다. 브라운은 존스에게 공원 관리인 자리를 약속하며 축제를 방해하도록 회유하고, 요기와 부부는 축제 중 물 쇼를 하려다 사고를 내 관객들을 혼란에 빠뜨린다.
젤리 스톤 공원이 폐쇄된 후, 스미스는 도심 공원으로 좌천당하고, 요기는 자신의 잘못을 뉘우치고 일반 곰처럼 행동하려 하지만, 부부는 벌목된 나무들을 보고 요기를 설득해 다시 공원을 지키기로 결심한다. 요기, 부부, 스미스는 브라운의 계획을 알아채고, 요기와 스미스는 화해한다. 그들은 레이첼과 함께 젤리 스톤 공원으로 돌아가 부부의 애완 거북이가 멸종 위기종인 "개구리입" 거북이라는 사실을 알게 된다. 법에 따라 멸종 위기종이 서식하는 곳은 파괴할 수 없다는 것을 알게 된다.
브라운의 비서실장은 거북이에 대해 알고 존스를 시켜 거북이를 납치한다. 브라운이 기자 회견을 열어 공원 파괴를 시작하려 할 때, 스미스, 레이첼, 그리고 곰들은 거북이를 구출하여 언론에 알리려 한다. 존스는 브라운에게 속았다는 것을 알고 마음을 바꿔 그들을 돕는다. 그러나 브라운은 경비원을 시켜 거북이를 빼앗고, 스미스가 자신의 범죄를 폭로해도 아무도 믿지 않을 것이라고 자신한다.
기자 회견 중, 레이첼의 다큐멘터리 촬영을 위해 부부의 나비넥타이에 숨겨진 카메라에 브라운의 범죄가 담긴 영상이 있다는 것을 알게 된다. 요기와 부부가 경비원의 주의를 끄는 사이, 스미스는 영상을 대형 스크린에 틀어 브라운의 범죄를 폭로한다. 브라운은 부인하지만, 거북이가 군중에게 모습을 드러내며 모든 사실이 밝혀진다. 결국 브라운과 그의 비서실장은 체포되고, 젤리 스톤 공원은 다시 문을 열어 성공을 거둔다. 스미스는 공원 관리인으로 복직하고, 거북이는 공원의 주요 명물이 된다. 스미스와 레이첼은 서로의 마음을 확인하고, 요기와 부부는 다시 피크닉 바구니를 훔치며 일상으로 돌아간다.

## 출연

### 주연
- 댄 애크로이드
- 저스틴 팀버레이크

### 조연
- 안나 페리스
- 톰 카바나
- T.J. 밀러
- 나단 코드리
- 앤드류 데일리
- 조쉬 로버트 톰슨
- 데이빗 스톳
- 그렉 존슨
- 팀 맥라클런
- 딘 노우슬리
- 베리 더필드
- 마이클 모리스
- 윌 월리스
- 이사벨라 액리스
- 스티브 앨터먼
- 스티븐 애포스토리너
- 그렉 바글리아
- 커크 베일리
- 쉐인 보멜
- 케이트 카린
- 케리 구티에레즈
- 에밀리 한
- 루이사 레쉰
- 세스 모리스
- 레이몬드 오초아
- J. 라몬트 포프
- 제니서 로즈
- 미셀 러프
- 윌 샤들리

## 기타
- 프로듀서: 베리 웨이스
- 공동제작: 팀 코딩턴
- 미술: 데이빗 샌더퍼
- 세트: 다니엘 버트
- 애니메이션감독: 알렉스 오렐
- 배역: 앨리슨 존스
- 배역: 리즈 멀레인